# Canon RF 800mm f/5.6L IS USM
El Canon RF 800mm f/5.6L IS USM és un teleobjectiu fix de la sèrie L amb muntura Canon RF.
Aquest, va ser anunciat per Canon el 24 de febrer de 2022, amb un preu de venda suggerit d'uns 20.300€.
Aquest objectiu s'utilitza sobretot per fotografia de fauna i esport.

## Característiques
Les seves característiques més destacades són:
- Distància focal: 800mm
- Obertura: f/5.6 - 64
- Motor d'enfocament: USM (Motor d'enfocament ultrasònic, ràpid i silenciós)
- Estabilitzador d'imatge de 4 passes
- Distància mínima d'enfocament: 260cm
- Porta filtres intern de 52mm

## Construcció
- Inclou un adaptador a rosca de trípode per així estabilitzar la imatge des del centre de l'equip
- Consta d'un botó el qual configura el tipus d'estabilitzador que es vol utilitzar: El primer mode corregeix les vibracions en totes direccions, el segon les corregeix només en el pla de la panoràmica que s'estigui realitzant, el tercer mode actua igual que el segon però només durant l'exposició
- El diafragma consta de 9 fulles, i les 26 lents de l'objectiu estan distribuïdes en 18 grups.[1]
- Consta de dos lents de fluorita (per resistir la brutícia i taques), una d'ultra baixa dispersió i una altra de super ultra baixa dispersió, un revestiment super spectra i un revestiment d'esfera d'aire (ajuden a reduir els efectes fantasma).[1]

## Accessoris compatibles[3]
- Tapa E-180E
- Parasol ET-155B
- Parasol ET-155 (WIII)
- Porta filtres de gelatina drop-in Canon 52
- Filtres drop-in de 52mm
- Tapa posterior RF
- Multiplicador RF 1.4x
- Multiplicador RF 2x

## Objectius similars amb muntura Canon RF
- Canon RF 800mm f/11 IS STM[4]